# Аудитор (журнал)
«Аудитор» — журнал, являющийся одним из первых в России периодическим изданием об аудите. Издается с 1994 года. Предназначен для аудиторов и консультантов, бухгалтеров, сотрудников налоговых и финансовых служб, руководителей предприятий всех форм собственности, преподавателей, научных сотрудников и студентов экономических специальностей. Входит в Список научных журналов ВАК Минобрнауки России на 2010-2011 года, в которых должны быть опубликованы основные научные результаты диссертаций на соискание ученых степеней доктора и кандидата наук. Включен в Российский индекс научного цитирования.

## Содержание
Журнал имеет широкую экономическую направленность, в нем публикуются результаты научных исследований по следующим специальностям:
- Экономическая теория (шифр 08.00.01);
- Экономика и управление народным хозяйством (по отраслям) (шифр 08.00.05);
- Финансы, денежное обращение и кредит (шифр 08.00.10);
- Бухгалтерский учет, статистика (шифр 08.00.12);
- Математические и инструментальные методы экономики (шифр 08.00.13);
- Мировая экономика (шифр 08.00.14);
- Организация производства (по отраслям) (шифр 05.02.22).

### Основные рубрики журнала
- теория и практика аудита;
- учет и отчетность;
- рейтинг аудиторских компаний;
- диагностика и прогнозирование;
- проблемы налогообложения;
- международные стандарты;
- в Федеральном собрании;
- информация аудиторских сообществ.

## Редколлегия
- Гуськов, Сергей Викторович — главный редактор и председатель редакционной коллегии, кандидат экономических наук.
- Аврашков, Лев Яковлевич — профессор Липецкого филиала Российской академии народного хозяйства и государственной службы при Президенте Российской Федерации, доктор экономических наук.
- Глазкова Г. В. — доцент Финансового университета при Правительстве Российской Федерации, кандидат экономических наук.
- Гутцайт, Евгений Михельевич — ведущий научный сотрудник НИФИ Академии бюджета и казначейства Минфина РФ, доктор экономических наук.
- Заварихин, Николай Михайлович — профессор экономического факультета МГУ, доктор экономических наук.[3]
- Лысенский О. В. — генеральный директор Издательства «Русский журнал»
- Павлов Е. В. — председатель Комитета по качеству Института профессиональных бухгалтеров и аудиторов России.
- Смирнов Е. Е. — парламентский корреспондент.
- Саркисянц А. Г. — заместитель генерального директора Северо-Западной нефтяной группы, кандидат экономических наук.
- Ялбулганов А. А. — профессор Национального исследовательского университета «Высшая школа экономики», доктор юридических наук.
- Графов А.В. - профессор Липецкого филиала Финансового университета при Правительстве РФ